# Kościół św. Ignacego Loyoli i św. Stanisława Kostki w Krzemieńcu
Kościół pw. św. Ignacego Loyoli i Stanisława Kostki, obecnie cerkiew Przemienienia Pańskiego – dawny kościół rzymskokatolicki znajdujący się w Krzemieńcu w obwodzie tarnopolskim na Ukrainie, należący pierwotnie do zakonu jezuitów.

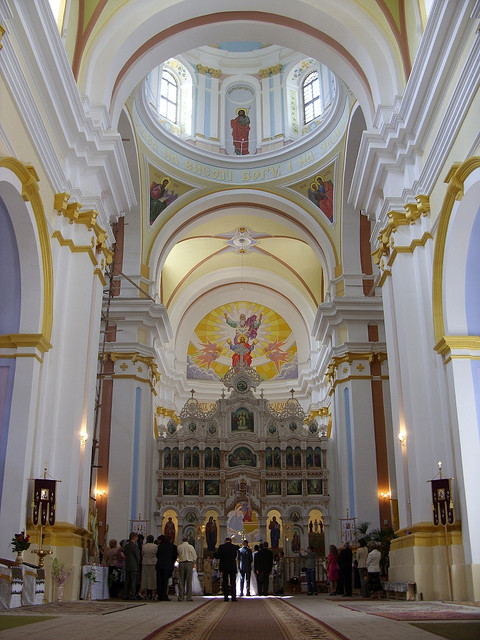
Fragment wnętrza

Książę Michał Serwacy Wiśniowiecki w r. 1728 zobowiązał się zbudować nowy kościół dla istniejącej rezydencji Jezuitów w Krzemieńcu. Zespół klasztorny został zbudowany w latach 1731–1745 według projektu o. Pawła Giżyckiego (być może przy wpływie Pawła Fontany) z fundacji księcia Michała Serwacego Wiśniowieckiego. Jest to najdoskonalsze dzieło Pawła Giżyckiego, którego genezy należy szukać w rzymskim klasycyzującym baroku początku XVIII w. Rozpoczęta jednocześnie od południa budowa szkół została ukończona w  1753 r. Budowa drugiego północnego skrzydła klasztoru trwała jeszcze w latach 70. XVIII w. i nie została ukończona, ponieważ w 1773 r. zakon jezuitów został skasowany. Po tym fakcie kościół zakonny stał się kościołem parafialnym, a po powstaniu listopadowym, w 1832 przejęła go Cerkiew prawosławna. W okresie II Rzeczypospolitej ponownie funkcjonował jako kościół katolicki, jednak po aneksji Wołynia przez ZSRR i włączeniu go do Ukraińskiej SRR urządzono w nim salę sportową. Po upadku ZSRR został przekazany Ukraińskiemu Kościołowi Prawosławnemu i zaadaptowany na sobór Przemienienia Pańskiego. Do 2018 należał do Ukraińskiego Kościoła Prawosławnego Patriarchatu Kijowskiego, zaś po soborze zjednoczeniowym przeszedł na własność Kościoła Prawosławnego Ukrainy.